# Hažlín
Hažlín este o comună slovacă, aflată în districtul Bardejov din regiunea Prešov. Localitatea se află la altitudinea de 270 m deasupra n.m., se întinde pe o suprafață de 20,1 km2 și în 2017 număra 1.116 locuitori.

## Istoric
Localitatea Hažlín este atestată documentar din 1414.

## Demografie
| An:                | 1994 | 2004   | 2014   | 2024   |
| ------------------ | ---- | ------ | ------ | ------ |
| Număr de persoane: | 1193 | 1191   | 1135   | 1058   |
| Diferență:         |      | −0,16% | −4,70% | −6,78% |

| An:                | 2023 | 2024   |
| ------------------ | ---- | ------ |
| Număr de persoane: | 1051 | 1058   |
| Diferență:         |      | +0,66% |